# Natália Prekopová
Natália Prekopová (ur. 31 maja 1989 w Ilavie) – słowacka biathlonistka, uczestniczka Zimowych Igrzysk Olimpijskich 2010.
Podczas igrzysk w Vancouver wzięła udział w biegu sztafetowym i zajęła w nim 13. miejsce wraz z Martiną Halinárovą, Anastasiją Kuźminą i Janą Gerekovą.
Dwukrotnie wystąpiła w biathlonowych mistrzostwach świata. W 2009 roku zajęła 13. miejsce w sztafecie i 68. miejsce w sprincie. Dwa lata później była 99. w sprincie. Dwa razy uczestniczyła również w mistrzostwach świata juniorów. W 2009 roku była 11. w sztafecie, 15. w biegu indywidualnym i 41. w biegu pościgowym. Rok później zajęła 9. miejsce w sztafecie, 14. w biegu indywidualnym i 19. w pościgowym.
Najlepszy indywidualny występ w Pucharze Świata osiągnęła w sezonie 2013/2014 w biegu indywidualnym w Ruhpolding, w którym zajęła 42. miejsce.
Przed sezonem 2016/2017 zakończyła karierę sportową.